# Krzysztof Goczyła
Krzysztof Aleksander Goczyła (ur. 24 kwietnia 1953 we Włocławku) – polski naukowiec, profesor Politechniki Gdańskiej, informatyk, specjalista z inżynierii oprogramowania, inżynierii wiedzy i baz danych.

## Działalność naukowa i zawodowa
Syn Mariana. W 1971 ukończył I LO we Włocławku. Studia wyższe na ówczesnym Wydziale Elektroniki Politechniki Gdańskiej ukończył w 1976, jako magister inżynier elektronik, w specjalności automatyka.
Na Politechnice Gdańskiej pracuje od 1976. Na Wydziale Elektroniki PG w 1982 uzyskał doktorat z informatyki, a w 1999 habilitację. W 2012 uzyskał tytuł profesora nauk technicznych. Od 2016 jest profesorem zwyczajnym PG.
Na Politechnice Gdańskiej pełnił m.in. funkcje prodziekana do spraw organizacji studiów (2005–2008), a w latach 2008–2016 – dziekana Wydziału Elektroniki, Telekomunikacji i Informatyki. Od 2015 r. kieruje Katedrą Inżynierii Oprogramowania WETI PG. Jest autorem ponad 170 publikacji naukowych, w tym 2 monografii, z których szczególne uznanie zdobyła książka „Ontologie w systemach informatycznych” (wyd. AOW „Exit”, 2011). Wypromował 6 doktorów. Jest członkiem Rady Naukowej Polskiego Stowarzyszenia Sztucznej Inteligencji.
Jest współautorem kilku wdrożonych systemów przetwarzania danych i systemów informacyjnych, m.in.: „Systemu: Obsługi Dziekanatu” (SOD), „Komputerowego Rozkładu Jazdy” (KRJ) i systemu zarządzania wydziałem „SETI”. W 2009 r. zainicjował „Akademię ETI”, w ramach której na WETI PG są prowadzone zajęcia z technologii ICT dla uczniów szkół ponadgimnazjalnych. Utworzył zespół badawczy pn. Knowledge Management Group @ Gdańsk University of Technology – szkołę naukową inżynierii wiedzy. Kierował 7 grantami badawczymi i grantem infrastrukturalnym. Jest autorem kilkudziesięciu felietonów popularyzujących poprawny język polski w środowiskach technicznych publikowanych m.in. w „Piśmie PG”.

## Ordery, odznaczenia i nagrody
- Nagroda Ministra Nauki (zespołowa)
- Nagroda Przewodniczącego KBN (zespołowa)
- Srebrny Krzyż Zasługi (1999)[2]
- Złoty Krzyż Zasługi (2005)[3]
- Medal Komisji Edukacji Narodowej (2006)
- Krzyż Kawalerski Orderu Odrodzenia Polski (2020)[4]